# Un amour de filature
Un amour de filature (Katie Fforde - Eine Liebe in den Highlands) est un téléfilm allemand réalisé par John Delbridge et diffusé en 2010.

## Résumé
Philipp Dalmain n'arrive pas à rendre son entreprise compétitive et aimerait pouvoir gérer une librairie avec son amante. L'investisseur Robert Emerson, quant à lui, doit décider s'il doit fermer ou non l'entreprise, tandis qu'il entretient une liaison avec la consultante Jenny Porter, qui a quelques idées pour faire continuer l'entreprise. De son côté, son fiancé, l'agent immobilier Henry Turner, a ses propres idées sur la question.

## Fiche technique
- Scénario : Ines Eschmann, Katie Fforde
- Durée : 89 min
- Pays :  Allemagne

## Distribution
- Henriette Richter-Röhl : Jennifer "Jenny" Porter
- Johannes Zirner : Robert Grant Emerson
- Alexander Sternberg : Henry Turner
- Stefanie Stappenbeck : Gwendolyn "Gwen" Dalmain
- Eleonore Weisgerber : Ruth Dalmain
- Max Landgrebe : Philipp Dalmain
- Mareike Carrière : Kirsty McIntyre
- Rolf Becker : Abel Frazer
- Rike Schäffer : Meggie Nettleton
- Martin May : Mike Nettleton
- Amy Hedrick : Linda
- René Ifrah : Andrew Holland
- Jen Waite : Assistante de mode